# Adele Gloria
Adele Gloria (Catania, 1910 – Roma, 1984) è stata una poetessa e pittrice italiana.

## Biografia
Unica donna futurista di Sicilia, si distinse nel campo dell’aeropittura e dell’avanguardia, nei primi anni 30 a Catania. Fu poetessa, fotografa, pittrice, scultrice e giornalista, artista "totale" secondo i canoni del movimento futurista.
A Catania conobbe alcuni esponenti del Futurismo siciliano: Nino Zuccarello, Giacomo Etna, Giuseppe Franco, e strinse amicizia con il futurista messinese Giulio D'Anna, con Guglielmo Jannelli e con il giovane Guttuso. 
Fu D'Anna, nel 1932, a mettere in contatto Gloria con Marinetti, che le offrì subito spazio nella rivista Futurismo e personalmente la consacrò futurista nel 1933 durante una manifestazione al Lyceum di Catania, declamando una sua lirica dal titolo "Zingara", che uscì l'anno dopo nel volume di poesia FF.SS. “89” Direttissimo, per le edizioni Glory Publishing Company di Catania.

Espose quattro dipinti (Spasimo o Tormento di seminarista, Carcere, Città addormentata, Emozioni di velocità) alla Mostra futurista allestita nel Palazzo Ducale di Mantova nel 1933 e il dipinto Carcere a Milano nella mostra Omaggio futurista a Umberto Boccioni. La sua opera più nota, Zanzur dall’alto, del 1935 circa, esposta alla II Quadriennale e nella I Mostra femminile d’arte del GUF di Catania del 1939, la fece collocare da Marinetti nel filone lirico-spaziale dell’aeropittura. Nel 1933 espose a Roma nella I Mostra Nazionale d’Arte Futurista, Ammaliatore, Idillio, Ritmo + Balbo = Velocità, Tennis, e dal 1934 al 1939 nelle Mostre del Sindacato Siciliano Belle Arti. 
Dalla metà degli anni 30 e fino alla fine del decennio successivo si dedicò anche alla scultura, ma come è accaduto per le sue opere pittoriche, anche le sculture sono andate tutte disperse e si conoscono oggi solo attraverso foto d'epoca possedute dalla famiglia o grazie ad alcune recensioni di mostre presenti sui giornali del tempo.

Il fratello Angelo, piuttosto noto come attore, la mise in contatto con il mondo del cinema e del teatro e la spinse a fare ricerche fotografiche.
Trasferitasi a Roma, la Gloria si dedicò al disegno di moda e nel 1941 sposò Rizieri Grandi, noto giornalista sportivo del quotidiano "Il Messaggero".
Non fu mai inattiva, continuò a dipingere optando per l'astrazione, le tele del suo secondo periodo mostrano alcune somiglianze con le opere di Leandra Cominazzini Angelucci. L'artista continuò a battersi, con i suoi scritti, per l'emancipazione della donna seguendo l'onda dell'incipiente Femminismo.

Morì nella sua casa di Cinecittà nel 1984.

## Opere (selezione)
- Paesaggio, 1933
- Spasimo o Tormento di seminarista, 1933
- Carcere, 1933
- Città addormentata, 1933
- Emozioni di velocità, 1933
- Carcere a Milano, 1933
- Ammaliatore, 1933
- Idillio, 1933
- Ritmo + Balbo = Velocità, 1933
- Tennis, 1933
- Zanzur dall’alto, 1935